# Лінден Ешбі
Лінден Ешбі (англ. Linden Ashby; нар. 23 травня 1960, Атлантик-Біч) — американський актор. Найвідоміша роль — Джонні Кейдж у фільмі Смертельна битва.

## Біографія
Лінден Ешбі народився 23 травня 1960 року а в місті Атлантик-Біч, штат Флорида, США. Після школи Лінден поступив в Форт Льюїс Коледж в Дюранго (офіційне відділення державного університету Колорадо), вивчав психологію і бізнес, але через три роки кинув навчання заради акторської професії. Дебютував у кіно в 1987 році. У 2005 році був номінований на премію «Soap Opera Digest Award» в категорії «Найкращий лиходій» за роль у серіалі «Молоді та зухвалі».

## Фільмографія
| Рік  | Назва                                                | Роль                            |
| ---- | ---------------------------------------------------- | ------------------------------- |
| 2016 | Бета-тест                                            | Кінкейд                         |
| 2013 | Залізна людина 3                                     | Камео                           |
| 2011 | Вовченя                                              | Шериф Стилінскі                 |
| 2009 | Анаконда 4: Кривавий слід                            | Джексон                         |
| 2009 | Король вечірок 3                                     | Камео                           |
| 2009 | Проти темряви                                        | Кросс                           |
| 2008 | Фактор удару                                         | Детектив Адомс                  |
| 2008 | Випускний                                            | Джек Тернер                     |
| 2008 | CSI: Miami                                           | Підозрюваний в 5 серії 4 сезона |
| 2008 | Смерть в 17                                          | Курт                            |
| 2007 | Страж брата мого                                     | Майк Харнінг                    |
| 2007 | Оселя зла: Вимирання                                 | Чейз                            |
| 2007 | Плот 7                                               | Річард МакКарті                 |
| 2005 | Нище нуля                                            | Соломан Девіс                   |
| 2005 | Дикі штучки 3: Неограновані алмази                   | Детектив Майкл Моррісон         |
| 2004 | Дикі штучки 2                                        | Детектив Майкл Моррісон         |
| 2003 | Шрінк Рап                                            | Брайн                           |
| 2003 | Полювання на жінку                                   | Детектив Вебстер                |
| 2003 | Брудні ігри                                          | Гаррі                           |
| 2002 | Чокнуті                                              | Болен                           |
| 2002 | Уривок                                               | Норіс                           |
| 2002 | Снайпер 2                                            | МакКенна                        |
| 2001 | Обличчям до ворога                                   | Гріфф МакКлірі                  |
| 2000 | Тік Так                                              | Тревіс Брівер                   |
| 2000 | Небезпечний атракціон                                | Ніл                             |
| 1999 | Судний день                                          | Доктор Девід Корбіт             |
| 1999 | Час її розквіту                                      | Сергіус О'Шаунессі              |
| 1998 | Під прикриттям                                       | Джиммі Паркер                   |
| 1998 | Щось                                                 | Доктор Джеф Карпмен             |
| 1998 | Район Мелроуз                                        | доктор Бретт Купер              |
| 1997 | Вибух                                                | Джек Брайант                    |
| 1996 | Темний ангел                                         | Харрі Фолі                      |
| 1995 | Смертельна битва                                     | Джонні Кейдж                    |
| 1994 | Вайетт Ерп                                           | Морган Ерп                      |
| 1994 | 8 секунд                                             | Мартін Хадсон                   |
| 1994 | Побиття дітей                                        | Офіцер Олмон                    |
| 1992 | Навиворіт III                                        | Джеррі Ван Ентоні               |
| 1992 | Операція «До центра Сонця»                           | Дракон                          |
| 1990 | Нічний ангел                                         | Крейг                           |
| 1990 | Містер і місіс Брідж                                 | Камео                           |
| 1987 | Бідна маленька богачка: Історія життя Барбари Хаттон | Ленс Рівентлоу в старості       |